# 収穫祭

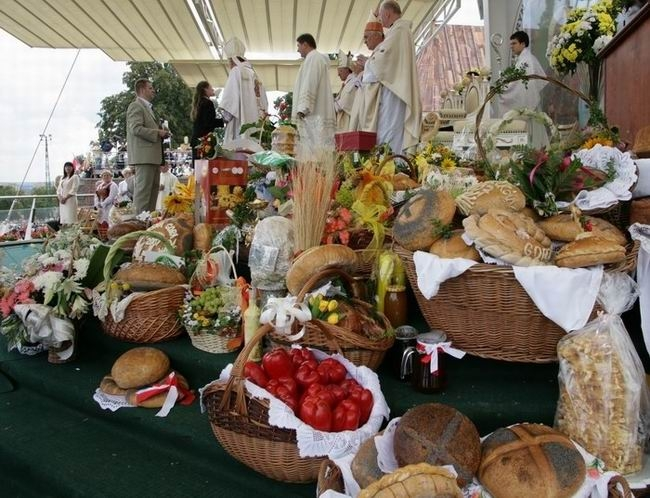
ポーランドのチェンストホバ、教会聖域で行われた国民収穫感謝祭。

収穫祭（しゅうかくさい）は、作物の無事の収穫を祝うため農村で行われる祭祀行事。

## 解説
収穫祭は、一般には農産物の収穫時期に重なる秋の行事として知られる。農村が一体になって大規模に行われるところから、各農家で行われる小規模なものまで様々なものがあり、全世界的に広く行われている。
人類が食物を得るために狩猟から栽培に変わったあたりから始められてきたとされ、その起源は古いとみられる。欧米やその他の国々の農業地帯では、村やその土地の特定農産物の出荷組合などが主催し、コミュニティの収穫の祭として祝うケースが多い。土地により、その地の信仰の対象となる聖人、聖女への感謝の色彩が強く前面に出て、宗教的な祭式のかたちを採る所も少なくない。また、農業協同組合などが主催する際には、観光色を前面に押し出し、農業従事者たちが収穫に感謝するというよりも、自分たちの生産物を広く宣伝、販売するためという商業的な色合いを強くすることも多い。
こうしたものの例としては、ドイツバイエルン州ミュンヘンのオクトーバー・フェストが最もよく知られている。元々は、ミュンヘンのものであるが、バイエルン州のその他の町々でも、自分たちの町のオクトーバー・フェストとして同趣旨のものを挙行しているケースもある。またスペインのバレンシア州のブニョールのトマト祭など、特定の農産物の収穫祭というのもある。
これは、収穫したトマトを投げ合うというお祭り。その他、フランス、イタリアなどではぶどうの収穫を祝う祭りが各地で催されるし、アメリカの中西部などの町々では、収穫祭のために、食用には不向きな巨大かぼちゃを育てて、その大きさを競ったり、また豚など家畜を追い回したり、あるいはそれに騎乗したりといった余興も行われたりする。
東京農業大学を初めとして、大学の農学部で、実習での農場からの収穫に感謝しての学園祭を収穫祭と呼ぶことも多い。これは、農業高等学校などでも行われる。
本来のものからの転義として、商業施設がその一年の営業成績への感謝と銘打って、収穫祭という名のバーゲンセールなどを催すこともある。

## 例
- ハロウィン
- ポンガル - インド南部の収穫祭[1]